# Demijelinizirajuće bolesti
Demijelinizirajuće bolesti su bolesti nervnog sistema kod kojih je mijelinski omotač neurona oštećen. To ometa provođenje signala kroz oštećene nerve, što uzrokuje umanjenje senzitivnosti, pokretljivosti, spoznaje, ili drugih funkcija koje su zavisne od integriteta nervnih vlakana.
Termin opisuje učinak bolesti, a ne njen uzrok. Neke demijelinizirajuće bolesti su uzrokovane genetičkim, neke infektivnim agentima, neke autoimunim reakcijama, a neke nepoznatim faktorima. Organofosfati, su klasa hemijskih jedinjenja koja su aktivni sastojak komercijalnih insekticida kao što su preparat za kupanje ovaca, herbicid, i preparata za tretman životinja protiv buva, itd., koji takođe mogu da demijeliniziraju nerve.
Neuroleptici mogu prouzrokovati demijelinaciju.

## Demijelinizirajuće bolesticentralnog nervnog sistema
- Multipla skleroza (zajedno sa sličnim bolestima zvanim idiopatske inflamatorne demijelinizirajuće bolesti)
- Transverzalni mijelitis
- Devicova bolest
- Progresivna multifokalna leukoencefalopatija
- Optic neuritis
- Leukodistrofije

## Demijelinizirajuće bolestiperifernog nervnog sistema
- Gijen-Bareov sindrom i njegov hronični ekvivalent, hronična inflamatorna demijelinizirajuća polineuropatija
- Anti-MAG periferna neuropatija
- Charcot-Marie-Tooth bolest

## Spoljašnje veze
- Demyelination.net

|  | Molimo Vas, obratite pažnju na važno upozorenje u vezi sa temama iz oblasti medicine (zdravlja). |